# Brachaelurus waddi
Requin aveugle des roches
Espèce
Répartition géographique
Statut de conservation UICN

 LC  : Préoccupation mineure
Le requin aveugle des roches (Brachaelurus waddi) est l'une des deux seules espèces de requin de la famille des Brachaeluridae avec Heteroscyllium colcloughi. Présent le long de la côte est de l'Australie, cette espèce de requin nocturne, vivant sur le fond de la mer est commun dans les zones rocheuses et les herbiers marins de la zone intertidale jusqu'à une profondeur de 140 m. Il rôde souvent dans les bassins de marée où il peut être piégé par la marée descendante et survivre pendant une longue période hors de l'eau. Le requin aveugle n'est pas vraiment aveugle, son nom commun vient de son habitude de fermer les yeux lorsqu'il est hors de l'eau.
Mesurant de 62 à 66 cm de long à l'âge adulte, il a un corps trapu grisâtre à brunâtre avec des taches blanches et des bandes sombres qui s'estompent avec l'âge. Sa tête est large et aplatie, avec de petits yeux sur le dessus et une paire de longs barbillons en dessous. Il a de grandes nageoires pectorales, deux nageoires dorsales sensiblement de même taille placées loin en arrière sur le corps, et une nageoire anale placée à proximité de la nageoire caudale. Il se nourrit principalement de petits invertébrés et de poissons osseux. Il est ovovivipare avec des femelles ayant des portées de 7 à 8 petits pendant l'été. Ce requin s'adapte facilement à la vie en captivité. Il n'est pas valorisé par la pêche commerciale ou de loisirs et sa rusticité signifie que les individus capturés accidentellement peuvent être remis à l'eau vivants. En l'absence de menaces sérieuses pesant sur sa population, l'Union internationale pour la conservation de la nature l'a évaluée à partir de Préoccupation mineureBrachaelurus.
Note : Le requin aveugle gris-bleu autrefois baptisé Brachaelurus colcloughi est aujourd'hui rattaché au genre Heteroscyllium.

## Habitat
Il vit dans le Pacifique Ouest tropical et sud, dans des eaux allant jusqu'à 140m de fond. Il arpente les fonds récifaux (notamment la grande barrière de corail) dans la zone intertidale.